# 李千里
李千里（646年—707年8月6日），字仁，唐朝宗室，唐太宗之孙，吴王李恪长子，封為成王。因參與重俊之變，失敗，被殺。

## 簡介
653年，父亲吴王李恪被高宗皇帝、长孙无忌逼迫自杀，李仁、李琨等兄弟四人被流放岭南。后来唐高宗复李恪为郁林郡王，却没有赦免身为李恪之子的李千里兄弟，而是以远支宗室李荣为郁林县侯继李恪嗣。
光宅年间（684年），豫王李旦即位为皇帝，太后武则天临朝称制，大赦天下，李仁等兄弟遇赦回到长安，当时郁林县侯李荣因罪遭到贬斥，李仁被赐袭郁林县侯，征为岳州（湖南岳阳）别驾。永昌元年（689年），授襄州刺史。因拒受贿赂，被武则天称赞说：“儿，吾家千里驹。”遂赐名李千里。
自天授（690-692）年间后，李唐宗室多被武则天株剪，李千里多次向武则天进献符瑞和奇异事物，而免于祸。他历任唐、庐、许、卫、蒲五州刺史，进封郁林郡王。长寿三年（693年），充岭南安抚讨击使，出使岭南。
神龙初年（705年），唐中宗重祚，改封成纪郡王，不久进封他为成王，授左金吾卫大将军，兼领益州大都督，又追赠其父李恪为司空。神龙三年（707年），又领广州大都督、五府经略安抚大使。
《朝野佥载》记载，成王千里出使岭南带回一条大蛇，有八九尺长。他用绳子绑住蛇嘴，把它横放在门坎下边。州县有来参拜他的官员，他便叫他们进门来，那些人只知照直向前看，不敢上下乱瞅，一脚踏到蛇身上便会大吃一惊，因惊恐身体僵直地仆倒在地上，于是被大蛇紧紧地缠绕数圈，良久才会松开，他以此来取笑别人。又拿来龟鳖，叫人脱去衣服，怂恿龟鳖去咬他的身体，只要咬住便始终不放，被咬的人疼痛得狂呼乱叫，不可言状。成王和姬妾们在一旁观看，以此来玩乐开心。之后再用竹杆子刺龟鳖的嘴，于是龟鳖去咬竹杆而放开人。或者用点燃的艾蒿去烫鳖的脊背，烫得痛了它就松口了。人一旦被惊吓，都被吓得失魂落魄，直到死也不能恢复正常。
神龙三年（707年）七月五日（公历8月6日），成王千里和其子天水王李禧与太子李重俊、大将军李多祚發動重俊之變，斬殺武三思、武崇訓，又要殺韦，事敗，被唐中宗处死，年62，改姓“蝮氏”。
唐隆元年（710年）唐隆政變，唐睿宗復辟後，為之平反，复还姓李和官爵，景云元年（710年）十一月廿五日，葬于京兆郡之铜人原（京兆府万年县义丰乡灞陵原、万年县义丰乡田冶村东北约二里铜人之原）。

## 家族
成王妃慕容真如海，字淑，赵郡象城人，後燕慕容氏皇族之后。开元十三年二月二十六日（725年4月13日），逝世于洛邑劝善里私第，年七十五。其子天水郡王李禧，嫡孙蔡国公李灌(瓘)、郕国公李峒（浚）。李峒生成纪县男李某，李某生李映，李映生李景叔、李景祥、李景翱。李峒生凤翔府司录参军李定，李定生李某，李某生通直郎行右神武军兵曹参军李瞻。李定生庐江县令李稷，李稷生朝请郎、行太原府祁县主簿李景阳。均有墓志铭出土。